# Earl of Monmouth
Earl of Monmouth war ein erblicher britischer Adelstitel, der zweimal in der Peerage of England verliehen wurde.

## Verleihungen
Er wurde erstmals am 9. März 1626 für Robert Carey, 1. Baron Carey geschaffen. Dieser war bereits 1622 zum Baron Carey, of Leppington in the County of York, erhoben worden. Beide Titel erloschen beim Tod seines Sohnes, des 2. Earls, am 13. Juni 1661.
In zweiter Verleihung wurde der Titel am 9. April 1689 für Charles Mordaunt, 2. Viscount Mordaunt geschaffen. Dessen Mutter war väterlicherseits eine Enkelin des 1. Earl erster Verleihung. Er hatte bereits 1675 von seinem Vater die diesem 1659 verliehenen Titel Viscount Mordaunt, of Avalon in the County of Somerset, und Baron Mordaunt, of Ryegate in the County of Surrey, geerbt. 1697 erbte er beim Tod seines Onkels Henry Mordaunt, 2. Earl of Peterborough auch den Titel 3. Earl of Peterborough und 1705 von seiner Cousine Mary Howard, Duchess of Norfolk auch den 1526 geschaffenen Titel 8. Baron Mordaunt. Beim kinderlosen Tod seines Urenkels, des 3. Earls of Monmouth, am 16. Juni 1814 erloschen alle seine Titel, mit Ausnahme der Baronie Mordaunt von 1529, die an dessen Halbschwester, Lady Mary Mordaunt, als 11. Baroness fiel.

## Liste der Earls of Monmouth

### Earls of Monmouth, erste Verleihung (1626)
- Robert Carey, 1. Earl of Monmouth (1560–1639)
- Henry Carey, 2. Earl of Monmouth (1596–1661)

### Earls of Monmouth, zweite Verleihung (1689)
- Charles Mordaunt, 3. Earl of Peterborough, 1. Earl of Monmouth (1658–1735)
- Charles Mordaunt, 4. Earl of Peterborough, 2. Earl of Monmouth (1708–1779)
- Charles Mordaunt, 5. Earl of Peterborough, 3. Earl of Monmouth (1758–1814)